# Jan Penris
Jan Penris (Mortsel, 12 januari 1964) is een Belgisch politicus  voor Vlaams Belang.

## Levensloop
Hij studeerde in 1987 af als licentiaat in de rechten aan de Universiteit Antwerpen en behaalde eveneens een graad in de maritieme wetenschappen. Van 1989 tot 1993 werkte hij als directie-attaché van de Centrale Werkgevers Haven van Antwerpen en van 1993 tot 1995 was hij fractiesecretaris voor het Vlaams Blok in de Vlaamse Raad. Hij was ook van 1983 tot 1986 secretaris en van 1986 tot 1987 preses van de Nationalistische Studentenvereniging (NSV) in Antwerpen en zetelde in de partijraad van het Vlaams Blok/Vlaams Belang.
Voor het Vlaams Blok en daarna het Vlaams Belang was hij van januari 1995 tot december 2012 lid van de Antwerpse gemeenteraad. Bij de gemeenteraadsverkiezingen van otkober 2012 verloor Penris zijn zetel, maar zes jaar later werd hij opnieuw verkozen. Vervolgens was hij van januari 2019 tot januari 2025 nogmaals gemeenteraadslid van de stad. Bij delokale verkiezingen in oktober 2024 was Penris lijstduwer voor Vlaams Belang in Merksem, hij werd eerste opvolger.
Bij de eerste rechtstreekse verkiezingen voor het Vlaams Parlement van 21 mei 1995 werd hij verkozen in de kieskring Antwerpen. Ook na de volgende Vlaamse verkiezingen van 13 juni 1999, van 13 juni 2004 en van 7 juni 2009 bleef hij Vlaams volksvertegenwoordiger tot mei 2014. Als Vlaams Parlementslid was hij van 1995 tot 1999 secretaris van de commissie Ruimtelijke Ordening, Openbare Werken en Vervoer, van 1995 tot 1998 lid van de commissie Mediabeleid en van 1998 tot 1999 lid van de commissie Werkgelegenheid en Economische Aangelegenheden, van 1999 tot 2004 voorzitter van de commissie Binnenlandse Aangelegenheden, Huisvesting en Stedelijk Beleid, van 1999 tot 2002 en van 2004 tot 2014 lid van de commissie Openbare Werken en Mobiliteit (tot 2009 tevens bevoegd voor Energie) en van 2002 tot 2004 lid van de commissie Economie, Landbouw, Werkgelegenheid en Toerisme, van 2004 tot 2009 voorzitter van de commissie Wonen, Stedelijk Beleid, Inburgering en Gelijke Kansen, van 2008 tot 2009 lid van de commissie Economie, Werk en Sociale Economie en van 2009 tot 2014 voorzitter van de commissie Woonbeleid, Stedelijk Beleid en Energie.
Na de verkiezingen van mei 2014 maakte hij de overstap van het Vlaams Parlement naar de Kamer van volksvertegenwoordigers, waar hij Marijke Dillen opvolgde, die besloot niet te zetelen. Hij bleef Kamerlid tot in mei 2019. Penris beledigde in februari 2019 Kamerlid Carina Van Cauter (Open Vld) tijdens de plenaire vergadering en zag zich genoodzaakt zich daar meteen publiek te excuseren. Filip Dewinter verklaarde daags nadien dat dit kaderde binnen een al langer aanslepend alcoholprobleem. Penris besloot zich te laten behandelen en trok zich daarom tijdelijk terug uit de nationale politiek. Het was al eerder duidelijk dat hij na de verkiezingen in mei 2019 niet meer zou terugkeren als parlementslid, omdat hij niet op een verkiesbare plaats stond.
Penris staat bekend om zijn sympathieën voor het Poetin-regime in Rusland. Na het begin van de Oorlog in Oost-Oekraïne trad hij op als zogenaamd verkiezingswaarnemer bij het pro-Russische nep-referendum in de Krim in 2014 en bij de pro-Russische nep-verkiezingen in Donetsk en Loegansk in 2014 en in 2018, telkens samen met partijgenoten Frank Creyelman en Christian Verougstraete. 